# Ocean (album d'Eloy)
Albums de Eloy
Dawn
(1976) Live
(1978)
Ocean est le sixième album studio du groupe de rock progressif allemand, Eloy. Il sortit à la fin de l'automne 1977 sur le label EMI-Harvest Records. Il est à ce jour encore, l'album du groupe qui eut le plus de succès.

## Historique

### Préparation et enregistrement
Lorsque les musiciens d'Eloy revinrent des deux tournées successives effectuées pour promouvoir leur précédent album Dawn, il leur paru évident qu'ils venaient de changer de catégorie, le groupe était devenu une pointure en Allemagne. Il fallait donc que l'album suivant soit encore plus abouti que Dawn.
La première préoccupation fut de trouver un nouveau local de répétition pour travailler sur le nouvel album. Le groupe atterrit finalement dans un bunker datant de la Seconde Guerre mondiale. C'est dans cet endroit insolite (après quelques aménagements quand même) que naquît la trame musicale de l'album. Detlev Schmidtchen, qui dans l'album précédent débutait aux claviers, a pris de l'assurance et de l'expérience ce qui lui permet d'expérimenter de nouveaux horizons dans la palette des sons.
Contrairement à Dawn les textes n'étaient pas prêts alors que la date d'entrée en studio approchait. Jürgen Rosenthal qui était déjà responsable des textes de Dawn, se dévoua pour cet album aussi. Lorsque le groupe entra dans le studio Sound-N-Studio à Cologne, tout n'était pas encore au point musicalement non plus, sans compter que Rosenthal devait s'occuper aussi de la batterie et des percussions. L'album fut donc enregistré dans un mélange d'urgence et de stress. C'est l'ingénieur du son et propriétaire du studio qui officia derrière la console aussi bien pour l'enregistrement que pour le mixage.

### La trame de l'album
Les textes de cet album combinent l'histoire de Poséidon et le mythe de l'Atlantide, le tout prouvant que l'homme a perdu le paradis qu'était l'Atlantide à cause de sa nature violente. Une douce métaphore pour faire part de la menace nucléaire qui planait sur la terre en 1977 alors en pleine Guerre froide et où l'escalade aux armes nucléaires était à son comble . Jürgen Rosenthal avouant être fasciné par l'Atlantide depuis l'âge de douze ans et a lu des centaines d'ouvrages sur ce mythe. Il veut aussi démontrer que toute vie vient de l'océan. Il y reviendra d'ailleurs dans le titre Apocalypse de l'album suivant Silent Cries and Mighty Echoes.
La musique alterne les passages rythmés emmenés par la batterie et la basse omniprésente (Poseidon's Creation) et les moments planants proches de ce que faisait Tangerine Dream (notamment sur "Atlantis Agony at June 5th - 8498, 13 P.M. Gregorian Earthtime"). Le chant comprend souvent de la narration ("Incarnation of Logos", "Atlantis Agony at June 5th - 8498, 13 P.M. Gregorian Earthtime") le plus souvent exécutée par Jürgen Rosenthal.

### Critiques et réception
Lorsque l'album sorti fin 1977, il connut rapidement le succès et entra dans les charts allemands où il resta classé sept semaines avec la 28e place comme meilleur classement. Il fut le premier album du groupe à être classé dans les charts d'outre-Rhin. Les ventes de l'album furent conséquentes, atteignant rapidement les 200 000 exemplaires vendus en Allemagne. Le groupe recevra en avril 1995, de la part d'EMI sa maison de disque, un disque d'or pour les 250 000 albums vendus.
Côté presse, l'album fut descendu par la critique germanique. Jürgen Rosenthal en fut la principale victime, notamment parce qu'il était l'auteur des textes de l'album. Mais la télévision ne fut pas en reste, Peter Rüchel producteur d'une émission musicale du nom de Rockpalast sur la chaine allemande WDR, interdit que le groupe participa à ce show. Il a dit textuellement  « tant que Rosenthal écrira des textes aussi débiles, le groupe ne participera pas à mon émission ». Ce qui peut paraître assez incompréhensible au sujet du groupe de rock allemand qui vendait le plus d'album dans son pays à cette époque.

## La pochette
Le dessin de la pochette est une œuvre du peintre polonais Wojtek Siudmak. Klaus Peter Matziol et Jürgen Rosenthal avaient découvert cette peinture dans un livre d'art sur la peinture et, trouvant qu'elle collait bien avec l'atmosphère de l'album, la proposèrent comme couverture de la pochette. Deux autres albums d'Eloy, The Ocean 2: The Answer et Timeless Passages auront aussi une œuvre de Siudmak comme couverture de pochette.

## Liste des titres
- Toutes les musiques sont de Eloy et les textes  sont de Jürgen Rosenthal

### Face 1
1. Poseidon's Creation - 11:42
2. Incarnation of Logos - 8:26

### Face 2
1. Decay of Logos - 8:18
2. Atlantis Agony at June 5th - 8498, 13 P.M. Gregorian Earthtime - 18:11

## Musiciens
- Frank Bornemann : chant, guitare acoustique, électrique, pédales d'effets
- Klaus-Peter Matziol : basse, chœurs
- Detlev Schmidtchen : claviers, xylophone, chœurs
- Jürgen Rosenthal : batterie, percussions, voix, flûte

## Charts
| Pays          | Durée du classement | Meilleur classement |
| ------------- | ------------------- | ------------------- |
| Album Top 100 | 7 semaines          | 28e                 |